# روبرت براين
روبرت براين (بالإنجليزية: Robert Brien)‏ هو لاعب كرة مضرب أسترالي، ولد في 26 أكتوبر 1944 في سيدني في أستراليا.